# 四角蔺
四角蔺（学名：Eleocharis tetraquetra），又名龙师草，为莎草科荸荠属下的一个种。

## 扩展阅读
- 維基物種上的相關：四角蔺